# Kleehof (Ramsen)
Der Kleehof ist ein Wohnplatz, der zur Ortsgemeinde Ramsen im Donnersbergkreis gehört. Er besteht lediglich aus wenigen Häusern.

## Geographie

### Lage
Der Ort liegt etwa zwei Kilometer westlich der Kerngemeinde inmitten des Stumpfwald, wie der nördliche Abschluss des Pfälzerwald bezeichnet wird. Unmittelbar westlich erstreckt sich der Schloßberg. Nördlich erhebt sich der Lehrberg und weiter südlich der Rosenberg.

### Gewässer
Etwa hundert Meter südöstlich fließt der Eisbach vorbei. Im Bereich des Weilers ändert sich seine Fließrichtung von Nord nach Nordost. Rund 200 Meter südlich nimmt er von rechts den Bockbach sowie von links den Habersbach auf. Etwa auf Höhe des Kleehofs nimmt er von links den Abttalbach auf.

## Geschichte
Während der frühen Neuzeit gehörte der Ort wie die gesamte Herrschaft Kirchheim und Stauf zeitweise zur katholischen Pfarrei St. Johannes Nepomuk.

## Natur
Südöstlich des Weilers befinden sich mit den Zwei Alteichen ein Naturdenkmal. Die umliegenden Wälder gehören zum Forstamt Donnersberg, das seinen Sitz in Kirchheimbolanden hat.

## Verkehr
Mitten durch den Ort führt in West-Ost-Richtung die Landesstraße 395, die ihn nach Westen mit Enkenbach-Alsenborn, Kaiserslautern, Landstuhl und Bruchmühlbach-Miesau sowie im Osten mit der Ramsener Kerngemeinde, Eisenberg, Grünstadt, Obrigheim und Worms verbindet. Die Eistalbahn passiert seit 1932 das Einzugsgebiet des Weilers mit der Bockbachtalbrücke. Jedoch wird dieser Streckenabschnitt lediglich an Sonn- und Feiertagen bedient. Seit 1998 verläuft die Stumpfwaldbahn unweit des Kleehofs; in diesem Bereich befindet sich der Bahnhof Bockbachtal; die Strecke selbst ist eine Museumsfeldbahn.